# 3988 Huma
A 3988 Huma (ideiglenes jelöléssel 1986 LA) egy földközeli kisbolygó. Eleanor F. Helin fedezte fel 1986. június 4-én.